# Tamara Tunie
Tamara Tunie (McKeesport (Pennsylvania), 14 maart 1959) is een Amerikaanse actrice. Ze speelt in zowel films als televisieseries, waarbij ze As the World Turns twee keer aandeed voor een jarenlang dienstverband.
Tunie speelt behalve in de soap in met name detective- en misdaaddrama's. Zo vertolkte ze de rol van Lillian Fancy in NYPD Blue van 1994 tot 1997 en is ze sinds 2000 te zien als Melinda Warner in Law & Order: Special Victims Unit. Ze had gedurende zes afleveringen een rol in het eerste seizoen van 24. Tot haar gastrollen behoort die van een lesbienne in een aflevering van Sex and the City.
Tunie begon haar acteercarrière met kleine rollen in films als Sweet Lorraine en Wall Street. In Eve's Bayou is ze de vertelster van het verhaal.
Tunie groeide bij haar vader, op die werkte als begrafenisondernemer. Ze was van 1988 tot 1991 getrouwd met Greg Bouquett. In 1995 hertrouwde ze met jazzzanger Gregory Generet.

## Filmografie
- 2022 - I Wanna Dance: The Whitney Houston Story - Cissy Houston
- 2012 - Flight - Margaret Thomason
- 2007 - AfterLife - Nicole
- 2001 - The Caveman's Valentine - Sheila
- 1998 - Snake Eyes - Anthea
- 1997 - The Devil's Advocate - Mrs. Jackie Heath
- 1997 - The Peacemaker - Jody
- 1997 - Eve's Bayou - Verteller (stem)
- 1997 - Spirit Lost - Anne
- 1996 - The Money Shot - ...
- 1996 - City Hall - Leslie Christos
- 1996 - Rescuing Desire - Van
- 1996 - Quentin Carr - Rechercheur
- 1993 - Rising Sun - Lauren Smith
- 1989 - Bloodhounds of Broadway - Cynthia Harris
- 1987 - Sweet Lorraine - Julie
- 1987 - Wall Street - Carolyn

## Televisieseries
*Exclusief eenmalige gastrollen
- Law & Order: Special Victims Unit - Dr. Melinda Warner (2000- heden)
- As the World Turns - Jessica Griffin (2000-2007)
- 24 - Alberta Green - seizoen 1 (2002)
- NYPD Blue - Lillian Fancy (1994-1997)
- As the World Turns - Jessica Griffin (1986-1995)